# Najstarsi ludzie

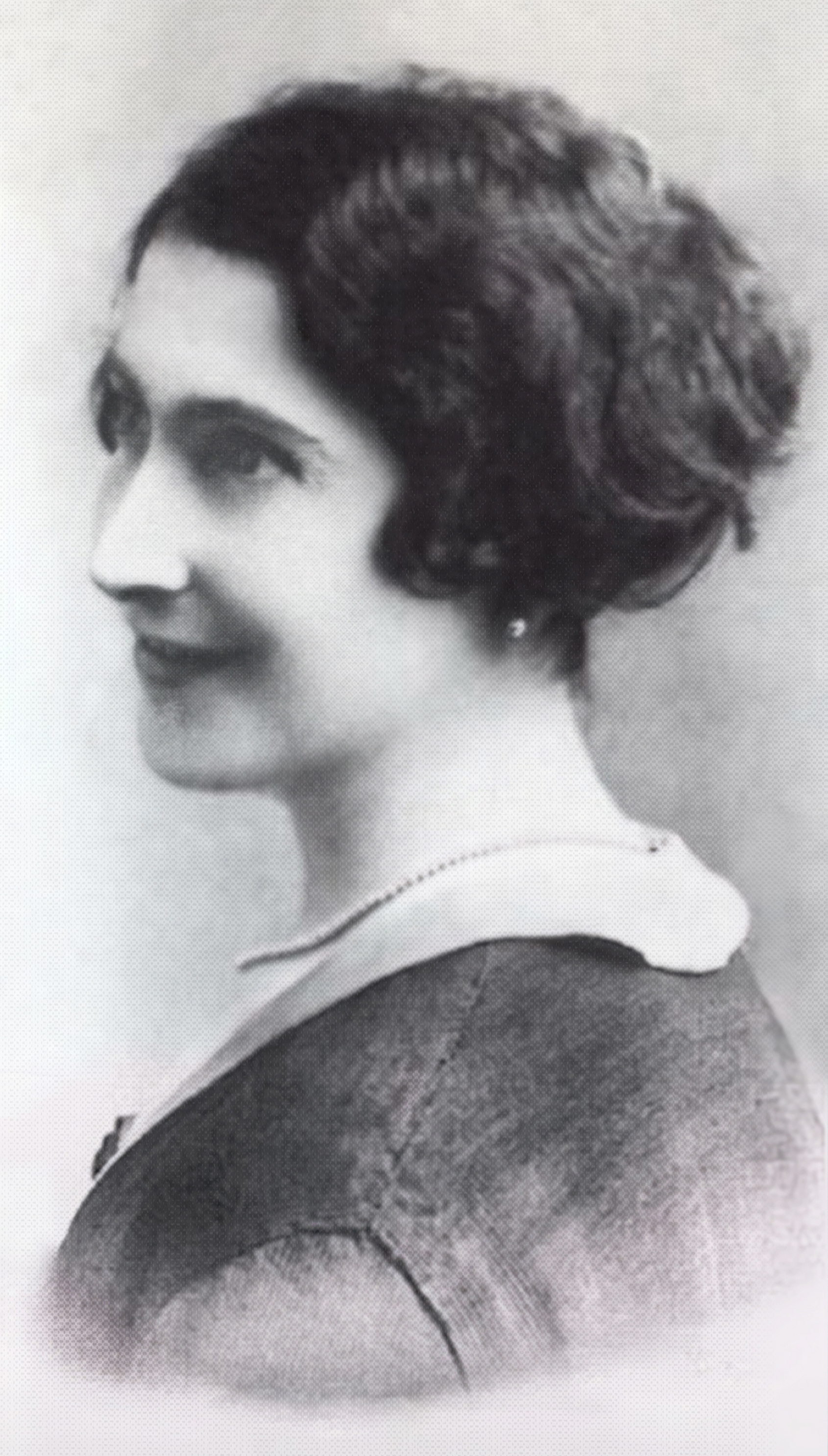
Jeanne Calment, najstarsza osoba w historii według GRG

Najdłużej żyjącym człowiekiem, którego metryka została jednoznacznie potwierdzona, była Francuzka Jeanne Calment (1875–1997), która przeżyła 122 lata i 164 dni. Najstarszym mężczyzną był Japończyk Jiroemon Kimura (1897–2013), który żył 116 lat i 54 dni.
Obecnie najstarszą żyjącą osobą, której wiek został potwierdzony, jest Brytyjka Ethel Caterham (ur. 21 sierpnia 1909). Tytuł ten przypadł jej 30 kwietnia 2025 roku po śmierci Brazylijki Inah Canabarro Lucas. Najstarszym żyjącym mężczyzną jest obecnie Brazylijczyk João Marinho Neto (ur. 5 października 1912).
Ranking najstarszych ludzi prowadzi wiele organizacji i naukowców, w tym eksperci Księgi Rekordów Guinnessa (od 1995 roku) i Gerontologicznej Grupy Badawczej, która czasami korzysta z ich informacji (to jej dane są przedstawione w tym haśle).
Osoby, które przekroczyły 110 lat, zwane są superstulatkami.

## 10 najstarszych ludzi w historii
osoba żyjąca
     osoba zmarła
| Miejsce | Imię i nazwisko        | Płeć | Data urodzenia    | Data śmierci     | Wiek             | Kraj              |
| ------- | ---------------------- | ---- | ----------------- | ---------------- | ---------------- | ----------------- |
| 1       | Jeanne Calment         | K    | 21 lutego 1875    | 4 sierpnia 1997  | 122 lata 164 dni | Francja           |
| 2       | Kane Tanaka            | K    | 2 stycznia 1903   | 19 kwietnia 2022 | 119 lat 107 dni  | Japonia           |
| 3       | Sarah Knauss           | K    | 24 września 1880  | 30 grudnia 1999  | 119 lat 97 dni   | Stany Zjednoczone |
| 4       | Lucile Randon          | K    | 11 lutego 1904    | 17 stycznia 2023 | 118 lat 340 dni  | Francja           |
| 5       | Nabi Tajima            | K    | 4 sierpnia 1900   | 21 kwietnia 2018 | 117 lat 260 dni  | Japonia           |
| 6       | Marie-Louise Meilleur  | K    | 29 sierpnia 1880  | 16 kwietnia 1998 | 117 lat 230 dni  | Kanada            |
| 7       | Violet Brown           | K    | 10 marca 1900     | 15 września 2017 | 117 lat 189 dni  | Jamajka           |
| 8       | Maria Branyas Morera   | K    | 4 marca 1907      | 19 sierpnia 2024 | 117 lat 168 dni  | Hiszpania         |
| 9       | Emma Morano-Martinuzzi | K    | 29 listopada 1899 | 15 kwietnia 2017 | 117 lat 137 dni  | Włochy            |
| 10      | Chiyo Miyako           | K    | 2 maja 1901       | 22 lipca 2018    | 117 lat 81 dni   | Japonia           |

## 10 najstarszych żyjących ludzi na świecie
| Miejsce | Imię i nazwisko            | Płeć | Data urodzenia       | Wiek            | Kraj              |
| ------- | -------------------------- | ---- | -------------------- | --------------- | ----------------- |
| 1       | Ethel Caterham             | K    | 21 sierpnia 1909     | 115 lat 351 dni | Wielka Brytania   |
| 2       | Marie-Rose Tessier         | K    | 21 maja 1910         | 115 lat 89 dni  | Francja           |
| 3       | Naomi Whitehead            | K    | 26 września 1910     | 114 lat 315 dni | Stany Zjednoczone |
| 4       | Izabel Rosa Pereira        | K    | 13 października 1910 | 114 lat 298 dni | Brazylia          |
| 5       | Lucia Laura Sangenito      | K    | 22 listopada 1910    | 114 lat 258 dni | Włochy            |
| 6       | Kławdija Gadiuczkina       | K    | 5 grudnia 1910       | 114 lat 245 dni | Rosja             |
| 7       | Andree Bertoletto          | K    | 1 stycznia 1911      | 114 lat 218 dni | Francja           |
| 8       | Yolanda Beltrao de Azevedo | K    | 13 stycznia 1911     | 114 lat 206 dni | Brazylia          |
| 9       | Mary Harris                | K    | 13 maja 1911         | 114 lat 86 dni  | Stany Zjednoczone |
| 10      | Shigeko Kagawa             | K    | 28 maja 1911         | 114 lat 71 dni  | Japonia           |

## 10 najstarszych mężczyzn w historii
osoba żyjąca
     osoba zmarła
| Miejsce | Imię i nazwisko           | Data urodzenia   | Data śmierci      | Wiek             | Kraj              |
| ------- | ------------------------- | ---------------- | ----------------- | ---------------- | ----------------- |
| 1       | Jirōemon Kimura           | 19 kwietnia 1897 | 12 czerwca 2013   | 116 lat i 54 dni | Japonia           |
| 2       | Christian Mortensen       | 16 sierpnia 1882 | 25 kwietnia 1998  | 115 lat 252 dni  | Stany Zjednoczone |
| 3       | Emiliano Mercado del Toro | 21 sierpnia 1891 | 24 stycznia 2007  | 115 lat 156 dni  | Portoryko         |
| 4       | Juan Vicente Pérez Mora   | 27 maja 1909     | 2 kwietnia 2024   | 114 lat 311 dni  | Wenezuela         |
| 5       | Horacio Celi Mendoza      | 3 stycznia 1897  | 25 września 2011  | 114 lat 265 dni  | Peru              |
| 6       | Walter Breuning           | 21 września 1896 | 14 kwietnia 2011  | 114 lat 205 dni  | Stany Zjednoczone |
| 7       | Yūkichi Chūganji          | 23 marca 1889    | 28 września 2003  | 114 lat 189 dni  | Japonia           |
| 8       | Tomas Pinales Figuereo    | 31 marca 1906    | 24 września 2020  | 114 lat 177 dni  | Dominikana        |
| 9       | Joan Riudavets Moll       | 15 grudnia 1889  | 5 marca 2004      | 114 lat 81 dni   | Hiszpania         |
| 10      | Frederick Harold Hale     | 1 grudnia 1890   | 19 listopada 2004 | 113 lat 354 dni  | Stany Zjednoczone |

## 10 najstarszych żyjących mężczyzn
| Miejsce | Imię i nazwisko             | Data urodzenia      | Wiek            | Kraj      |
| ------- | --------------------------- | ------------------- | --------------- | --------- |
| 1       | João Marinho Neto           | 5 października 1912 | 112 lat 306 dni | Brazylia  |
| 2       | Josino Levino Ferreira      | 3 kwietnia 1913     | 112 lat 126 dni | Brazylia  |
| 3       | Ilie Ciocan                 | 28 maja 1913        | 112 lat 71 dni  | Rumunia   |
| 4       | Kenneth Weeks               | 5 października 1913 | 111 lat 306 dni | Australia |
| 5       | Julio Saldarriaga Hernandez | 3 listopada 1913    | 111 lat 277 dni | Kolumbia  |
| 6       | Zhou Renqing                | 7 listopada 1913    | 111 lat 273 dni | Chiny     |
| 7       | Primo Olivieri              | 7 marca 1914        | 111 lat 153 dni | Brazylia  |
| 8       | Kiyotaka Mizuno             | 14 marca 1914       | 111 lat 146 dni | Japonia   |
| 9       | Vitantonio Lovallo          | 28 marca 1914       | 111 lat 132 dni | Włochy    |
| 10      | Francisco Ernesto Filho     | 5 kwietnia 1914     | 111 lat 124 dni | Brazylia  |